# Guarea scabra
Guarea scabra är en tvåhjärtbladig växtart som beskrevs av Adrien Henri Laurent de Jussieu. Guarea scabra ingår i släktet Guarea och familjen Meliaceae. Inga underarter finns listade i Catalogue of Life.